# Малколм и Мари
Малколм и Мари (енгл. Malcolm & Marie) је амерички црно-бели љубавно-драмски филм из 2021. који је написао и режирао Сем Левинсон. Главне улоге тумаче Џон Дејвид Вошингтон и Зендеја (обоје су такође продуцирали) као насловни ликови, редитељ и његова девојка, чија је веза тестирана у ноћи премијере његовог најновијег филма. Пројекат је први холивудски дугометражни филм који је написан, финансиран и продуциран током пандемије ковида 19, чије се снимање одржало од јуна до јула 2020.
Филм Малколм и Мари је ограничено објављен у биоскопима 29. јануара 2021, пре него што је објављен дигитално 5. фебруара 2021. на стриминг услузи Netflix. Филм је добио мешовите критике критичара, који су хвалили наступе Зендеје и Вошингтона и Левинсонову режију, али су критиковали сценарио.

## Радња
Када се редитељ Малколм Елиот и његова девојка Мари врате кући са премијере филма и чекају критички одговор његовог филма, вече се преокреће када откривања о њиховим везама почињу да испливају на површину, тестирајући љубав пара.— 

## Улоге
| Глумац               | Улога         |
| -------------------- | ------------- |
| Џон Дејвид Вошингтон | Малколм Елиот |
| Зендеја              | Мари Џоунс    |

## Издање
У септембру 2020, Netflix је купио дистрибутерска права за филм за 30 милиона америчких долара, надмашивши предузећа као што су HBO, A24 и Searchlight Pictures. Објављен је 29. јануара 2021. у одабраним биоскопима, пре него што је објављен 5. фебруара 2021. на стриминг услузи .